# Arhanhelske, Baștanka
Arhanhelske (în ucraineană Архангельське) este un sat în comuna Lenine din raionul Baștanka, regiunea Mîkolaiiv, Ucraina.

## Demografie
Componența lingvistică a localității Arhanhelske
     Ucraineană (98,54%)
     Rusă (1,46%)
Conform recensământului din 2001, majoritatea populației localității Arhanhelske era vorbitoare de ucraineană (98,54%), existând în minoritate și vorbitori de rusă (1,46%).